# Mikrobryggeri
Et mikrobryggeri er et bryggeri, som ved brygningen anvender håndværksmæssige traditioner baseret på den klassiske bryggeritradition. Trenden med mikrobryggerier kommer fra Storbritannien og USA som en reaktion på de store bryggeriers monopollignende status, og hvad der opfattedes som ensformig smag. Visse mikrobryggerier betegnes desuden som håndbryggerier, dvs. bryggerier hvor brygningsprocessen varetages manuelt.
Mikrobryggerierne opfattes af mange som en kærkommen tilføjelse til det danske ølmarked, da disse giver større variation i udbuddet af øltyper. Trenden er da heller ikke gået ubemærket hen hos de store bryggerier; f.eks. har Carlsberg startet Jacobsen, der har en større kapacitet end noget dansk mikrobryggeri. Carlsberg betegner da heller ikke selv Jacobsen som et mikrobryggeri, men derimod et husbryggeri.
I USA defineres et mikrobryggeri som et, der producerer under 1.760.000 liter pr. år. I Danmark er der ikke en officiel definition, men det største mikrobryggeri, Gourmet Bryggeriet, har en kapacitet på ca. 1,2 mio. liter pr. år. Til sammenligning producerer Carlsbergs Jacobsen-bryggeri 1,7 mio. liter om året med mulighed for at udvide til 3,5 mio. Dette er dog i sig selv en mikroskopisk del af Carlsbergs salg på 10 mia. liter (10.000 mio. liter) om året.